# Lacipa tau
Lacipa tau är en fjärilsart som beskrevs av Collenette 1931. Lacipa tau ingår i släktet Lacipa och familjen tofsspinnare. Inga underarter finns listade i Catalogue of Life.